# Juan Manuel Abal Medina (hijo)
Juan Manuel Abal Medina (Buenos Aires, 5 de mayo de 1968) es un politólogo, profesor y dirigente político argentino. Fue el jefe de Gabinete de Ministros desde el 10 de diciembre de 2011 hasta el 20 de noviembre de 2013, cuando fue reemplazado por Jorge Capitanich.  Fue Senador de la Nación Argentina, en reemplazo de Aníbal Fernández y fue precandidato a diputado por la lista CUMPLIR del Partido Justicialista en la provincia de Buenos Aires.

## Familia
Es hijo de Juan Manuel Abal Medina, quien fuera secretario general del Movimiento Justicialista y formara parte de la organización del Operativo Retorno, que fue una campaña política-social que finalizaría con el regreso, luego del exilio, de Juan Domingo Perón a la Argentina en 1972. Abal Medina (padre) se casó con Nilda Garré en los años '70, cuando la ex Ministra de Seguridad del gobierno de Cristina Fernández de Kirchner era la más joven Diputada Nacional como representante de la Juventud Peronista combativa. Además, Abal Medina padre fue el último delegado de Perón en la Argentina.
Es sobrino de Fernando Abal Medina. Por pertenecer a una familia que se encontraba en oposición a la dictadura militar que gobernó Argentina entre 1976 y 1983, Abal Medina debió exiliarse con su familia a la edad de 14 años en México en 1982.
Está casado y tiene cuatro hermanos.Posee ascendencia gallega por parte de su padre

## Trayectoria académica
Juan Manuel Abal Medina es licenciado en Ciencia Política por la Universidad de Buenos Aires, habiéndose recibido en 1994 con diploma de honor, medalla de oro y un promedio de 9.4, el más alto de la historia de la carrera de Ciencia Política de la Universidad de Buenos Aires. Fue superado recién en 2016 por la Lic. Paloma Dulbecco, quien se recibió con 9,75. En cuanto a sus estudios de postgrado, obtuvo su maestría en Ciencia Política por el Instituto de Altos Estudios Universitarios, con un promedio de 9 y es Doctor en Ciencia Política por la FLACSO de México, con un promedio de 9,93. Además, es Doctor en Ciencia Política por el Programa de Doctorado de Investigación en Ciencia Política dictado por la FLACSO Sede Académica México, en asociación con Georgetown University. Aprobó su tesis con calificación de Excelente.
Obtuvo su Magíster en Ciencia Política en el Instituto de Altos Estudios Universitarios, Fundación Banco Patricios con promedio de 9 y su Licenciatura en Ciencia Política en la Facultad de Ciencias Sociales, Universidad de Buenos Aires (UBA) con Diploma de Honor y un promedio final: 9,40.
Se desempeñó como profesor en distintas universidades, entre las que se encuentran la Universidad de Buenos Aires, la Universidad Nacional de Quilmes y la Universidad de San Andrés. Fue Investigador del Consejo Nacional de Investigaciones Científicas y Técnicas (CONICET) y es profesor titular regular, con dedicación parcial, en la Universidad de Buenos Aires. Es profesor titular en el doctorado en Ciencias Sociales de la misma universidad y en el doctorado en Ciencias Políticas de la Universidad Nacional de General San Martín. También ha sido profesor titular de grado y postgrado en la Universidad de San Andrés y en la Universidad Nacional de Quilmes. Es Profesor Titular Regular de las materias “Sistemas Políticos Comparados” y “Ciencia Política” de la Universidad de Buenos Aires, como así de la materia “Análisis de Políticas Públicas” de la Universidad Nacional Arturo Jauretche. Ha sido Profesor Titular Invitado de grado y posgrado en diversas universidades de su país entre otras: Facultad de Derecho (UBA), Doctorado en Ciencias Sociales (UBA), Doctorado de Ciencia Política Universidad Nacional de General San Martín, Maestría en Políticas Públicas de la Universidad de San Andrés, Carrera de Ciencia Política y Relaciones Internacionales, Universidad de San Andrés, la Maestría en Políticas Públicas y Gerenciamiento del Desarrollo, Georgetown University y Universidad Nacional de General San Martín.
Abal Medina es un prolífico autor y compilador de una vasta obra relacionada con las ciencias políticas. Además, ha publicado decenas de artículos en revistas académicas especializadas de la Argentina y el exterior, incluyendo publicaciones como «Party Politics», «Desarrollo Económico», «Electoral Studies» y «Reforma y Democracia», entre otras. Fue becario de la Fundación Antorchas e Investigador visitante del Department of Government, Georgetown University’s Graduate School. Miembro de tribunales de tesis de posgrado en diversas universidades del país (Universidad de Buenos Aires, Universidad Nacional de General San Martín y Universidad de San Andrés, entre otras). Miembro de jurados para concursos docentes, de profesores y auxiliares, en diversas universidades nacionales (Ciclo Básico Común, Universidad de Buenos Aires y Universidad Nacional de General San Martín, entre otras).
Ha publicado más de diez libros como autor o editor, publicó más de 30 capítulos de libros editados en su país, Uruguay, México, Brasil y los Estados Unidos.
- Manual de la nueva administración pública argentina, con Horacio Cao (comps.), Ariel, Buenos Aires, Argentina, 2012, ISBN 9789871496419.
- La política partidaria en Argentina ¿Hacia la desnacionalización del sistema de partidos?, Prometeo, Buenos Aires, Argentina, 2011, ISBN 978-987-574-477-6.
- Manual de Ciencia Política, Eudeba, Buenos Aires, Argentina, 2010, ISBN 978-950-23-1707-6.
- Participación y Control ciudadanos: el funcionamiento de los mecanismos institucionales electorales y societales de accountability en la Argentina, Prometeo, Buenos Aires, Argentina, 2009, ISBN 978-987-574-304-5, P.p. 326.
- Evaluando el desempeño democrático de las instituciones políticas argentinas, Prometeo, Buenos Aires, Argentina, 2007, ISBN 978-987-574-213-0, P.p. 254.
- Los senderos de la nueva izquierda partidaria, Prometeo, Buenos Aires, Argentina, 2006. ISBN 987-574-090-X.
- Muerte y Resurrección de la Representación Política. Fondo De Cultura Económica, Buenos Aires, Argentina, 2004. ISBN 950-557-621-8.
- Los partidos políticos: ¿un mal necesario?. Colección Claves para Todos, Buenos Aires, Argentina, 2004. ISBN 9871181027. Pp. 128.
- El asedio a la política. Los partidos latinoamericanos en la era neoliberal, con Marcelo Cavarozzi (comps.). Homo Sapiens, Rosario, Argentina, 2002. ISBN 9508083522. Pp. 516.
- El federalismo electoral argentino. Sobrerrepresentación, reforma política y gobierno dividido en la Argentina, con Ernesto Calvo (comps.). EUDEBA, Buenos Aires, Argentina, 2001. ISBN 9502311736. Pp. 278.

## Trayectoria en la función pública
Fue director ejecutivo académico del Instituto Nacional de la Administración Pública durante la presidencia de Fernando De la Rúa, renunciando en el año 2000 junto a Chacho Álvarez tras denunciar corrupción en el gobierno de la Alianza. Ha ocupado luego los cargos de secretario de Comunicación Pública, secretario de Gestión Pública y también de vicejefe de Gabinete de la Nación, entre 2008 y 2009, durante la gestión de Sergio Massa.
En el plano municipal, fue director general de Asuntos Políticos y Legislativos del Gobierno de la Ciudad de Buenos Aires durante la gestión de Aníbal Ibarra, entre 2001 y 2003. Fue Jefe de Gabinete de Ministros de la Nación desde fines de 2011 hasta fines de 2013, cuando fue reemplazado por Jorge Capitanich. Luego se desempeñó como embajador del Mercosur en Uruguay. En este cargo, ha afirmado que «luego de nueve años de ardua labor en la reconstrucción de las capacidades estatales, el objetivo de dotar de coherencia y eficacia al Estado y al entramado normativo que lo regula, sigue siendo una prioridad en la gestión cotidiana», lo que confirma sus intenciones de seguir participando en el kirchnerismo.

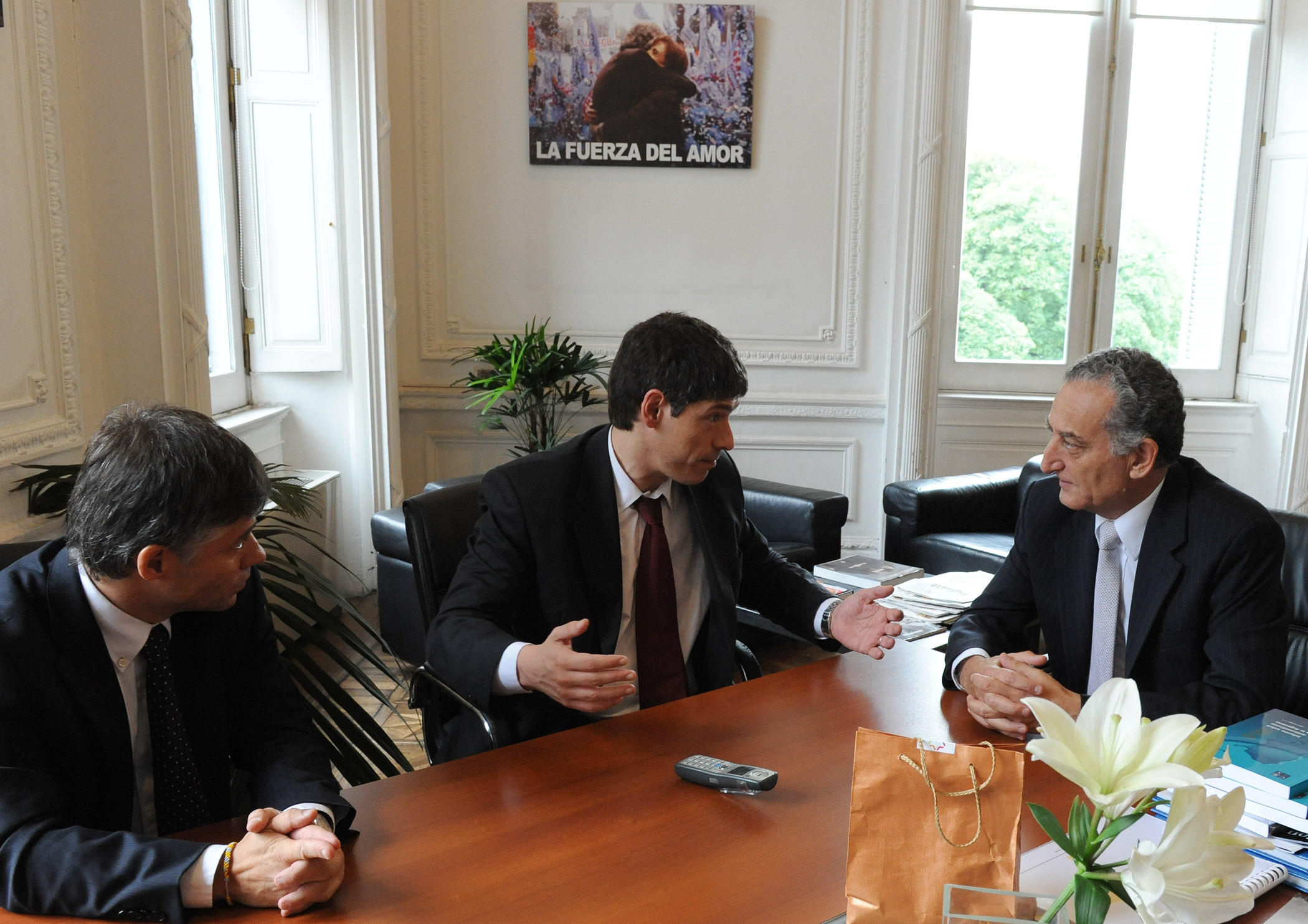
Juan Manuel Abal Medina recibe a directivos de la DAIA en la Jefatura de Gabinete de Ministros

En 2005, al frente de la Secretaria de la Gestión Pública de la Nación Argentina —cargo que ocupó durante la presidencia de Néstor Kirchner y que mantuvo tras la asunción del primer mandato por parte de Cristina Fernández de Kirchner— impulsó reformas en el Estado como la sanción del Convenio Colectivo de Trabajo General de la Administración Pública Nacional, la implementación del sistema electrónico de compras públicas, la utilización de la Firma Digital en la administración pública y la institucionalización del Consejo Federal de la Función Pública, del que ha sido presidente.
Fue asesor del expresidente Néstor Kirchner en la Cámara de Diputados de la Nación Argentina y en la Secretaría General de la Unión de Naciones Suramericanas (UNASUR), hasta su fallecimiento. Néstor Kirchner lo consideraba como un asesor muy cercano, tanto en asuntos de política interna y la conducción del Partido Justicialista como en su labor al frente de la UNASUR.
Con la confirmación de Amado Boudou como candidato a vicepresidente, le cupo a Abal Medina —quien había sido considerado por la prensa local como uno de los posibles candidatos— ocupar finalmente la Jefatura de Gabinete de Ministros.

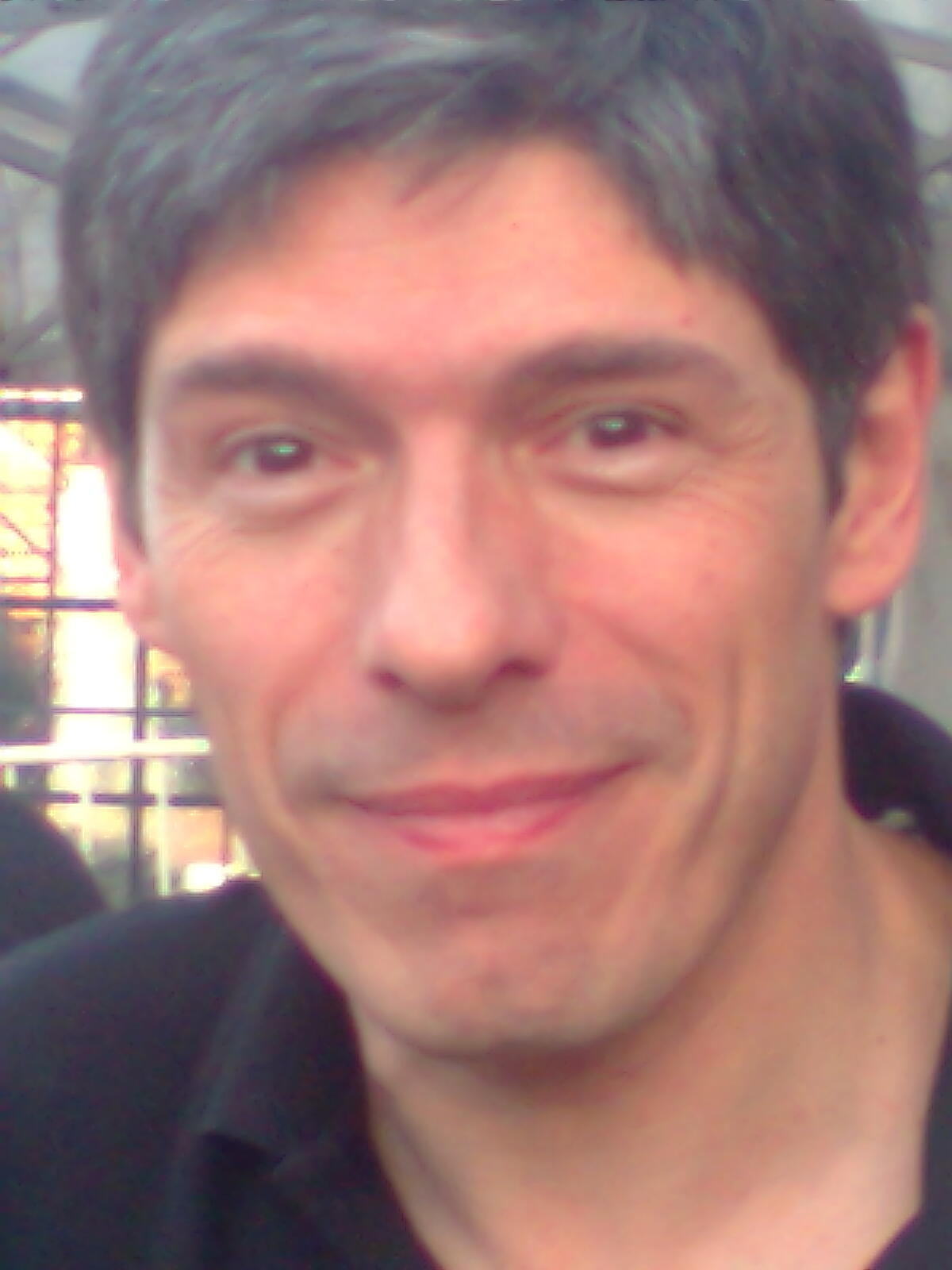
Juan Manuel Abal Medina en 2013.

El 6 de diciembre de 2011, fue confirmado como nuevo Jefe de Gabinete nacional. En su primer informe de gestión ante el Senado, recomendó a los argentinos "llevar a cabo un proceso de desdolarización de la economía" y consideró que la divisa estadounidense "es una manía, una obsesión compulsiva de un sector de la Argentina de pensar en dólares". Defendió esas medidas argumentando que son para “cuidar la estabilidad y la competitividad de nuestra moneda para el consumo de los argentinos” que apuntan a cuidar el trabajo y el empleo, en un contexto de crisis internacional".
En junio de 2013, el jefe de Gabinete brindó un informe de gestión del poder Ejecutivo y respondió preguntas de los legisladores en el Congreso. "Estas políticas están transformando la Argentina", sostuvo. "En esta década de políticas de crecimiento la respuestas son diametralmente opuestas a las de la década de los `90, fomentando el consumo de los sectores populares, con amplio incremento de los salarios, con la implementación del Plan Procrear y con políticas inclusivas que buscan fomentar el mercado interno, lo que está relacionado al proceso de desendeudamiento", destacó Abal Medina ante los legisladores.
El Jefe de Gabinete, Juan Manuel Abal Medina y el director del Programa Especial de Estudios Urbanos y Regionales (SPURS) del Massachusetts Institute of Technology (MIT), Prof. Bishwapriya Sanyal, firmaron un acuerdo para que profesionales argentinos seleccionados en el marco del Programa BEC.AR realicen el programa de especialización.
En septiembre de 2013 convocó a países de la región a acordar sus políticas de ciencia y tecnología en el Taller de experiencias regionales de gestión de programas de becas de posgrado en el extranjero, junto al ministro de Ciencia, Tecnología e Innovación Productiva, Lino Barañao. Alertó de que los cambios que se suceden en el mundo en las más diversas áreas del desarrollo son tan diversos y vertiginosos que los Estados “de manera inteligente, deben ir previendo la forma de que los países de la región sean protagonistas” de estos procesos. A partir de su puesto impulsó el  XIII Congreso Internacional sobre la Reforma del Estado y de la Administración Pública. Cerca de 2 mil expertos en la materia participaron del encuentro organizado en forma conjunta por el Centro Latinoamericano de Administración para el Desarrollo (CLAD).
El 19 de noviembre de 2013, el Gobierno anunció varios cambios en el Gabinete. Entre ellos; La presidenta Cristina Kirchner decidió que Jorge Capitanich, hasta entonces gobernador de Chaco, reemplace a Juan Manuel Abal Medina en la jefatura de Gabinete. En un primer momento, se pensó que el saliente jefe de Gabinete sería el embajador ante Chile, pero esto no fue así.
El 3 de junio de 2014, se formalizó su designación como embajador del Mercosur y la Aladi. Sin embargo, renunció al poco tiempo de su designación, para reemplazar en el Senado de la Nación Argentina a Aníbal Fernández, quien había dimitido para ser Secretario General de la Presidencia. Finalmente, Abal Medina juró a su nuevo cargo el 29 de diciembre de 2014, con mandato hasta el 10 de diciembre de 2017.
En noviembre de 2015 logró que se sancione la La Ley 27.210 que crea el Cuerpo de Abogadas y Abogados para Víctimas de Violencia de Género fue promulgada por el Poder Ejecutivo dos días después.

En 2015 obtiene el título de Doctor en Ciencia Política y dos años después Magister en Ciencia Política. impulsó la denuncia junto a Juan Manuel Abal Medina, jefe de Gabinete de Ministros de la Nación, contra el juez Luis Antonio Armella, titular del Juzgado Federal N.º 1 de Quilmes, debido a que un grupo de empresas vinculadas con el magistrado obtuvieron contratos millonarios sin licitación para la limpeiza del Riachuelo. Finalmente el caso llegó al Consejo de la Magistratura elaborándose un dictamen proponiendo la elevación a jurado de enjuiciamiento de Armella.
En agosto de 2018 admitió que hubo aportes de dinero ilegal de las empresas. Siendo imputado por asociación ilícita. Fue acusado de participar en la causa Cuadernos, pero la Cámara Federal lo liberó de la acusación de asociación ilícita. En cambio, ratificó su participación secundaria en dieciocho sobornos previos a las elecciones de 2013.Impulso la mención de honor para el Médico del Servicio de Neurología, Hospital de Clínicas José de San Martín, Buenos Aires.  El Senado de la Nacion argentina le entregó  la Mención de Honor al Valor Científico "por su dedicación y contribución al estudio de la enfermedad de Parkinson y por su trayectoria profesional como neurólogo y profesor de neurología en la Universidad de Buenos Aires".
Se presentó como candidato a legislador por la ciudad de Buenos Aires en 2025 bajo el partido Seamos Libres (agrupación presidida por Jonathan Thea, un dirigente del Movimiento Evita de la Ciudad de Buenos Aires). La candidatura causó malestar en el PJ por ser una escisión peronista que le podría quitar apoyó a Leandro Santoro.

## Publicaciones
- Evaluando el desempeño democrático de las instituciones políticas argentinas. Editorial Prometeo, Buenos Aires (Argentina). 2007.
- Participación y Control ciudadanos: el funcionamiento de los mecanismos institucionales electorales y societales de accountability vertical en la Argentina. Con Marcelo Cavarozzi (comp.). UBACyT/UNSAM/FIDENTIA, Buenos Aires (Argentina). 2007.
- Los senderos de la nueva izquierda partidaria. Editorial Prometeo, Buenos Aires (Argentina). 2006. ISBN 987-5-74-090-X
- Muerte y resurrección de la representación política. Fondo de Cultura Económica, Buenos Aires (Argentina). 2004. ISBN 950-5-57-6218
- Los partidos políticos: ¿un mal necesario?. Colección Claves para Todos, Buenos Aires (Argentina). 2004. ISBN 987-1-18-1027
- El asedio a la política. Los partidos latinoamericanos en la era neoliberal. Con Marcelo Cavarozzi (comp.). Editorial Homo Sapiens, Rosario (Argentina). 2002. ISBN 950-8-08-3522
- El federalismo electoral argentino. Sobrerrepresentación, reforma política y gobierno dividido en la Argentina. Con Ernesto Calvo (comp.). EUDEBA, Buenos Aires (Argentina) 2001. ISBN 950-2-311-736[43][44]